# Samuel Henley
Samuel „Sam“ Henley (* 25. Juli 1993 in Val-d’Or, Québec) ist ein ehemaliger kanadischer Eishockeyspieler, der im Verlauf seiner aktiven Karriere zwischen 2009 und 2017 unter anderem 185 Spiele für die Lake Erie Monsters und San Antonio Rampage in der American Hockey League (AHL) auf der Position des Centers bestritten hat. Darüber hinaus absolvierte Henley eine Partie für die Colorado Avalanche in der National Hockey League (NHL).

## Karriere
Henley spielte mit Beginn der Saison 2009/10 für die Lewiston MAINEiacs in der Ligue de hockey junior majeur du Québec (LHJMQ), die ihn zuvor im Entry Draft der Liga ausgewählt hatten. Dort verbrachte der Stürmer zwei Jahre, ehe das Team aufgelöst wurde und Henley via eines Dispersal Drafts zu den Foreurs de Val-d’Or aus seiner Geburtsstadt gelangte. Bei dem Team verblieb er weitere drei Jahre und gewann mit diesem am Ende der Spielzeit 2013/14 die Coupe du Président. Die Foreurs qualifizierten sich dadurch für den Memorial Cup 2014.
Ungedraftet wechselte Henley im Mai 2014 ins Profilager, nachdem ihn die Colorado Avalanche aus der National Hockey League (NHL) unter Vertrag genommen hatte. Dort verbrachte er die Saison 2014/15 in der American Hockey League (AHL) bei den Lake Erie Monsters, dem Farmteam der Avalanche. Im Sommer 2015 wechselte die Avalanche ihren AHL-Kooperationspartner und der Angreifer ging fortan für die San Antonio Rampage aufs Eis. Bei den Rampage begann er auch die Spielzeit 2016/17, ehe er Anfang Dezember 2016 erstmals in den NHL-Kader Colorados berufen wurde und dort debütierte. Seinen einzigen Einsatz krönte er mit seinem ersten NHL-Tor.
Sein auslaufender Vertrag in Colorado wurde über den Sommer 2017 hinaus nicht verlängert, woraufhin sich Henley in der Folge zunächst dazu entschloss, eine einjährige Auszeit zu nehmen. Er kehrte nicht mehr in den Profisport zurück.

### International
Für sein Heimatland spielte Henley im Juniorenbereich bei der World U-17 Hockey Challenge 2010 für die Auswahl der Provinz Québec. Er belegte mit der Mannschaft den sechsten Rang, wozu er in fünf Partien einen Treffer beisteuerte.

## Erfolge und Auszeichnungen
- 2014 Coupe-du-Président-Gewinn mit den Foreurs de Val-d’Or

## Karrierestatistik

### International
Vertrat Kanada bei:
- World U-17 Hockey Challenge 2010

(Legende zur Spielerstatistik: Sp oder GP = absolvierte Spiele; T oder G = erzielte Tore; V oder A = erzielte Assists; Pkt oder Pts = erzielte Scorerpunkte; SM oder PIM = erhaltene Strafminuten; +/− = Plus/Minus-Bilanz; PP = erzielte Überzahltore; SH = erzielte Unterzahltore; GW = erzielte Siegtore; 1 Play-downs/Relegation; Kursiv: Statistik nicht vollständig)